# 수분령

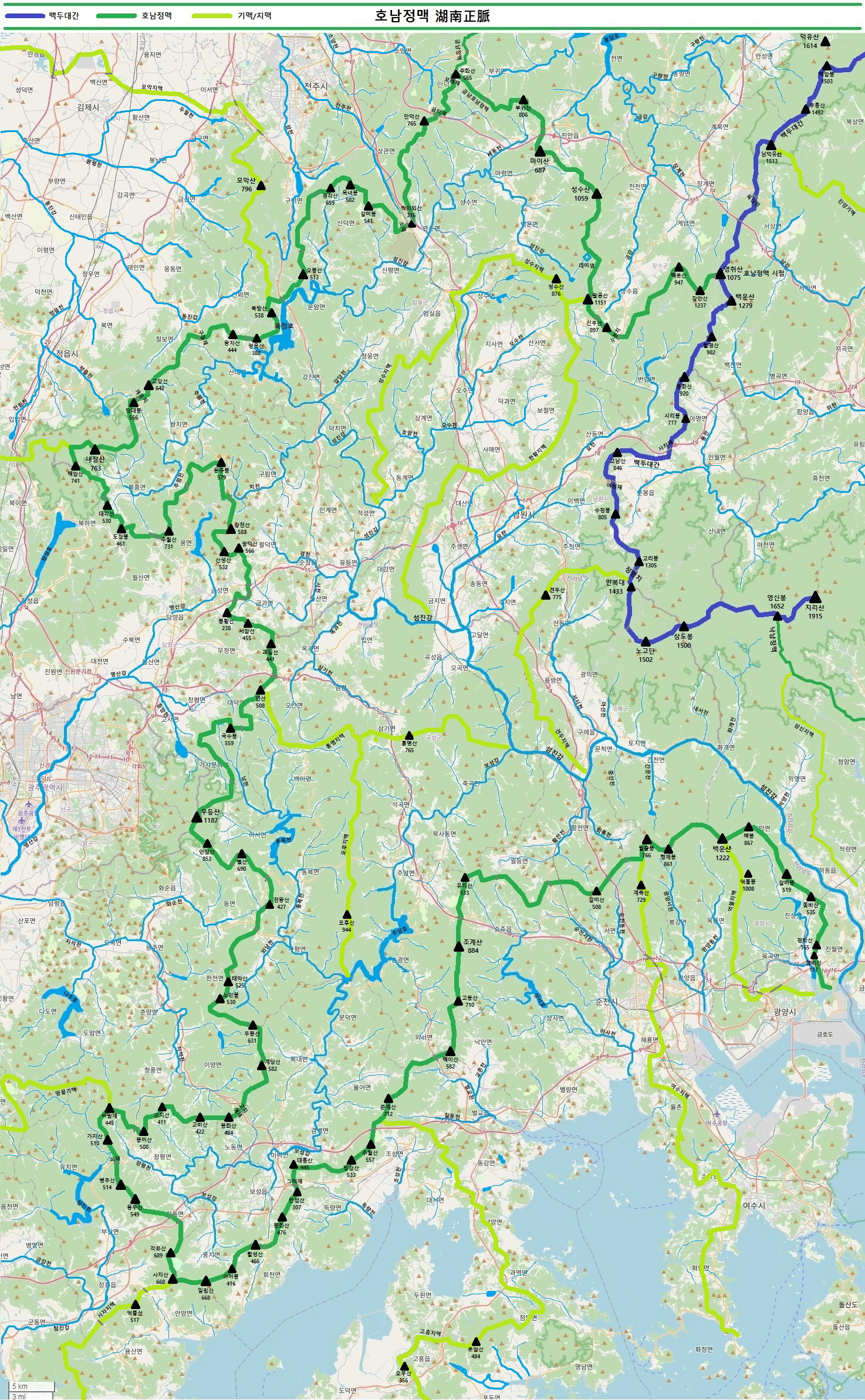
금남호남정맥 상의 수분령과 섬진강 수계

수분령(水分嶺)은 전북특별자치도 장수군 장수읍과 번암면의 경계에 위치한 해발고도 530 m의 고개로, 국도 제19호선 및 금남호남정맥이 통과한다. 강원도 태백시의 삼수령과 같이 물이 어느 쪽으로 가느냐에 따라 목적지가 달라지며 물이 북쪽으로 가면 금강을 통해 황해로, 남쪽으로 가면 섬진강을 통해 남해로 가게 되어 이름 그대로 물이 두 갈래로 나누어지게(水分) 된다. 

## 하천쟁탈
수분령은 금남호남정맥 상에 위치하며 실제 하천쟁탈이 일어난 곳은 장수읍 수분리와 번암면 교동리의 경계에 해당하는 좁은 지역이다. 수분치에서의 하천쟁탈은 남측 섬진강의 지류인 교동천의 두부 침식으로 금강의 최상류 하천 수분천을 쟁탈한 결과이다. 그 증거로, 쟁탈하천인 교동천은 피쟁탈하천인 수분천에 비해 낮은 고도를 흐르고 하상경사가 매우 급하며 경사급변점이 존재한다. 현재 국도 제19호선의 수분령휴게소가 위치한 곳에서는 쟁탈굼치가 있다. 현재 교동천은 국도 제19호선 아래에 암거배수로의 형태로 놓여 있으며 두부 침식의 피해를 막기 위해 콘크리트 옹벽이 설치되었다.

## 금남호남정맥
금남호남정맥은 섬진강 수계와 금강 수계의 경계를 형성하는 산줄기로 진안군 주화산에 이르러 호남정맥과 금남정맥으로 분리된다. 금남호남정맥 상에 위치한 수분령은 분수계로서 금강과 섬진강 유역의 경계가 된다. 금강의 발원지인 뜬봉샘은 수분령 부근에 위치한다. 

## 같이 보기
- 금남호남정맥
- 금남정맥
- 호남정맥
- 국도 제19호선
- 한국의 고개